# Dangerous Waters (film 1919)
Dangerous Waters è un film muto del 1919 diretto da Park Frame o Joseph Franz sotto la supervisione di Jesse D. Hampton. Gli interpreti erano William Desmond, Marguerite De La Motte, Arthur Edmund Carewe, Beatrice La Plante (qui al suo debutto sullo schermo), Ida Lewis.

## Trama
Dopo avere trascorso due anni in un ranch del West, Jimmie Moulton, rampollo di una delle grandi famiglie di New York, torna a casa dove scopre che la fidanzata, Cora Button, in cerca di esperienze prima del matrimonio, è caduta sotto l'influenza deleteria di Victor DeLara, un altro giovane appartenente all'alta società, un buono a nulla dissoluto e privo di morale. Questi, che ha cercato di convincerla che si può fare di tutto, "basta non farsi scoprire", organizza al Ritz una grande festa in maschera alla quale sono invitati solo personaggi di spicco, la crema dell'alta società newyorkese. Il tema è "il banchetto degli dei": tutti gli ospiti si presentano come figure della mitologia greca. Cora riveste i panni di Venere che, sposata a Vulcano (Jimmie), lo tradisce con Adone (Victor). In camera da letto, mentre lotta con Victor, Jimmie viene colpito mortalmente. Prima di morire, per salvare la reputazione della ragazza, incolpa sé stesso.

Risvegliatasi dal sogno, Cora vede Victor e Jimmie che si battono sul prato di casa. Questa volta, Jimmie evita il colpo fatale e si salva. Cora accetta finalmente le nozze e i due sposi partono insieme alla volta del West, andando a vivere nel ranch.

## Produzione
Il film fu prodotto dalla Jesse D. Hampton Productions. La regia non è di certa attribuzione: alcune fonti riportano come regista il nome di Park Frame, altre quello di J. J. Franz.
Secondo quanto ripreso dalla stampa dell'epoca, il "banchetto degli dei" del film ricordava molto un grande avvenimento mondano tenuto alcuni anni prima a New York.

## Distribuzione
Distribuito dalla Robertson-Cole Distributing Corporation e Exhibitors Mutual Distributing Company, il film uscì nelle sale statunitensi il 21 settembre 1919.
Non si conoscono copie ancora esistenti della pellicola che viene considerata presumibilmente perduta.